# スキップフロア
スキップフロアとは、

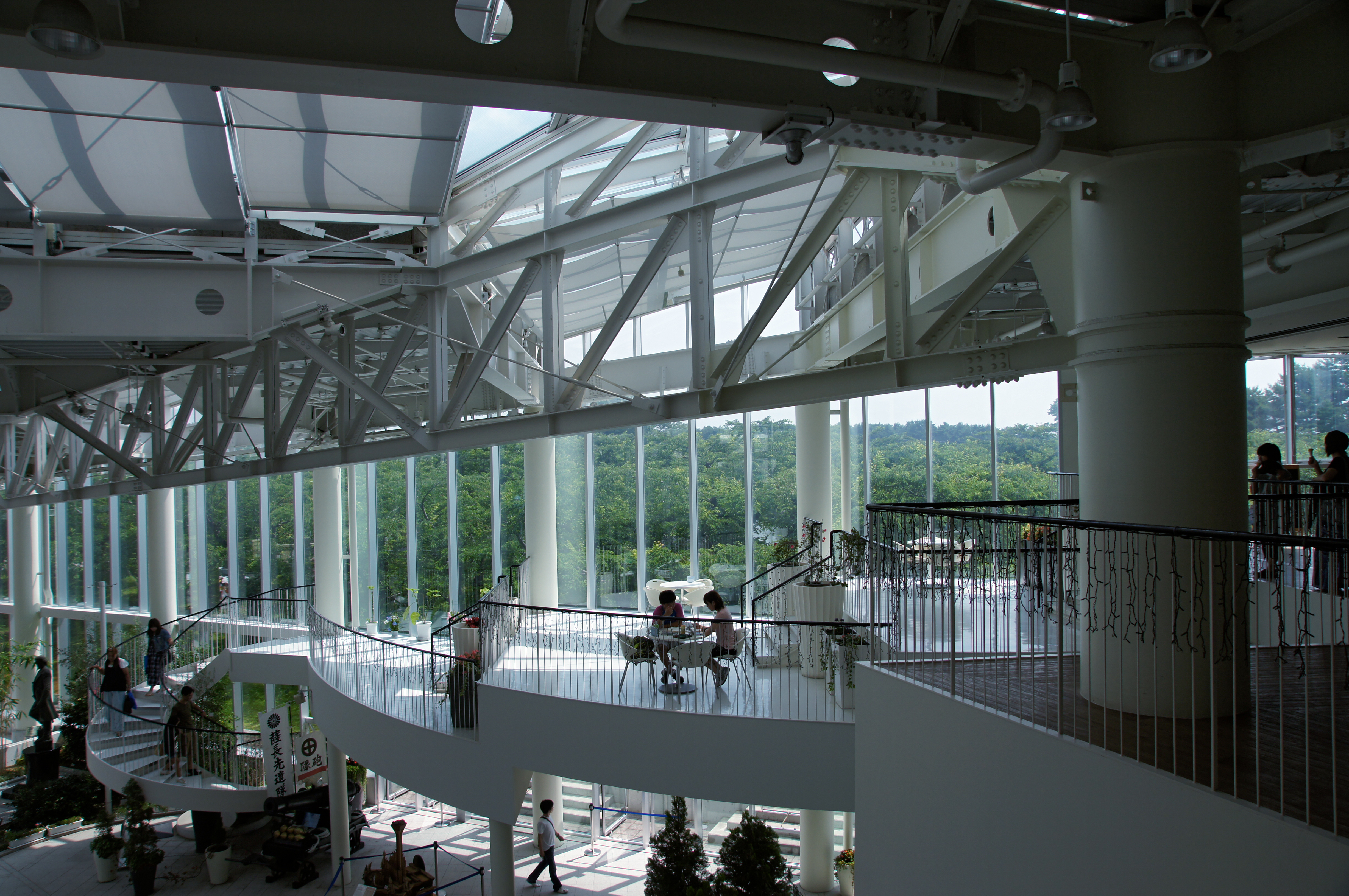
スキップフロアの例（五稜郭タワーアトリウム）

1. 建築物において、その床面の一部に高さを変えた部分を持たせた構成のこと。小上がりとも呼称される。
2. 集合住宅において、（屋上を除く）一部の階にしか停止しないエレベーターを備えた物件のこと。またはエレベーターの停止しない階を指すこともある。

## 建築物におけるスキップフロア
建築は一般に、多層化・高層化する際にも、ひとつの床高さをできるだけ広く設定して平面方向だけでの移動を多くするよう考慮する。この結果として、同じ平面形が上下に積み重なるビルディング状の建物が生まれるが、スキップフロアは、ひとつの建築平面を同じ高さに揃えず、部屋ごと区画ごとにあえて高さを変え、また、その高さが違うフロアを繋ぎながら徐々に上層階へと結んでいく。
このような方法を採る理由は様々だが、建築の敷地に勾配があり、ある程度これに沿って建築した場合のずれの吸収や、部屋によって天井高を変更したことによる段差の解消などにも用いられる。平屋の建物にあっても、場所によってレベルが異なる構成もスキップフロアと呼ぶ場合がある。
一方で、建物内の段差が増えることから、一般的にバリアフリーの概念とは逆行する。

## 集合住宅におけるスキップフロア
階層が5階以下の集合住宅（マンション、団地など）ではエレベーターの設置義務がなく、6階以上でエレベーターの設置義務が発生するが、中には全ての階に停止せず、一部の階にしか停止しないのもある。このように、全階に停止しないエレベーターを備えた物件を「スキップフロア（型）」と呼ぶ。
10階建てのうち、停止する階が「1・4・7・10階」のみとした場合、残りの2・3・5・6・8・9階には停止しないため、最寄りの階でエレベーターを降りてから階段を登り降りする必要があるうえ、広告に「エレベーターが全階に停止する・しない」の旨が記載されていないため、事前の確認を要する。

## 代表的な建築物
- ハンズ渋谷店および三宮店
- ソニービル
- 大川美術館
- イオン京橋店
- あべのハルカス近鉄本店